# Alhaurín de la Torre
Alhaurín de la Torre é uma localidade, cidade e município da província de Málaga, na comunidade autónoma de Andaluzia, Espanha. Está situado a 18 km da capital provincial, na comarca do Vale do Guadalhorce e a sua vez dentro da Área Metropolitana de Málaga e do partido judicial nº 3.
O termo municipal ocupa uma superfície de 82 km² entre a Serra de Mijas e a Hoya de Málaga, e está atravessado pelo rio Guadalhorce. É o município mais povoado da comarca do Guadalhorce e o segundo do interior da província, com 37446 habitantes, por trás de Antequera. Alhaurín de la Torre experimentou uma notável ascensão de população na década de 1990 devido à expansão da Área Metropolitana de Málaga. A densidade de população é de 456,66 hab./km².
A cidade foi fundada pelos fenícios, procedentes em sua maioria da Líbia. Desde 1991 é a sede da Prisão Provincial de Málaga, situada nos arredores da localidade, que na atualidade é uma das mais conhecidas de Espanha, por alojar arguidos de alguns casos de especial repercussão social, como o Caso Malaya entre outros.

## Geografia

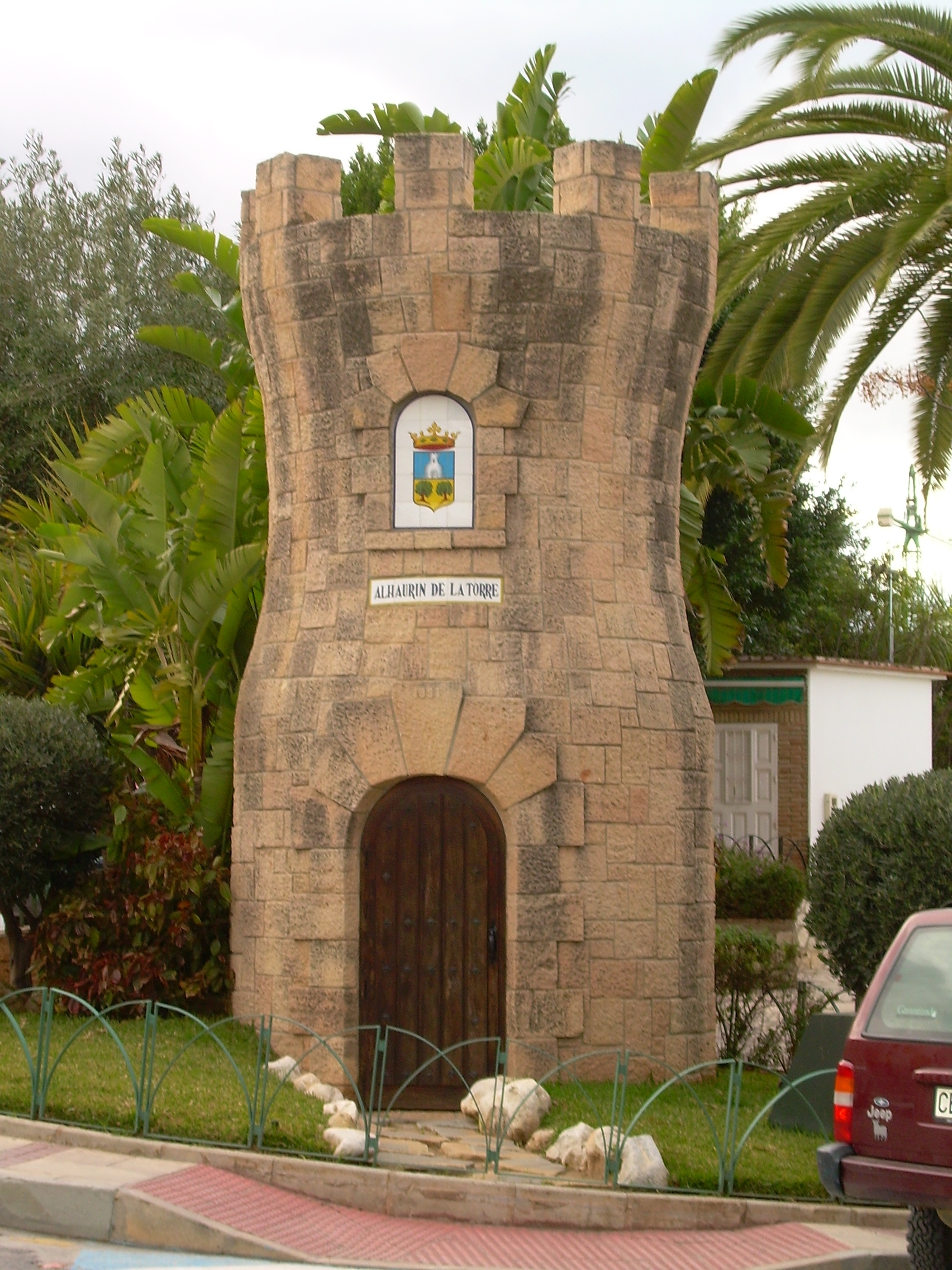
A Torre de Alhaurín, emblema da cidade

O termo municipal assenta-se entre a Serra de Mijas, formação montanhosa coberta de pinheiros e azinheiras e pertencente à cordilheira Penibética, e a Hoya de Málaga, depressão aluvial formada pelo rio Guadalhorce, que abrange toda a comarca e que está ocupada por numerosas hortas de cultivo. O pico mais alto de Alhaurín de la Torre é o Monte Jabalcuza na Serra de Mijas, ainda que também destacam outros como Jarapalo ou Abarcuza.

### Localização
Alhaurín de la Torre encontra-se a 99 msnm. Limita com os municípios de Málaga ao este, Cártama ao norte, Torremolinos ao sudeste, Mijas ao sudoeste, Benalmádena ao sul e Alhaurín el Grande ao oeste.
| Noroeste: Cártama         | Norte: Cártama   | Nordeste: Málaga (distrito de Campanillas) |
| Oeste: Alhaurín el Grande |                  | Leste: Málaga (distrito de Churriana)      |
| Sudoeste Mijas            | Sul: Benalmádena | Sudeste: Torremolinos                      |

### Hidrografia
A hidrografia de Alhaurín de la Torre é escassa quanto a afluências fluviais. Cabe citar a passagem do rio Guadalhorce pelo município junto com numerosos corregos, na sua maioria desviados, secos ou com muito pouca afluência. O que mais se destaca é volume de água, que costuma deixar algumas chuvas torrenciais no inverno, na primavera ou no outono. Alhaurín de la Torre, é um dos municípios que pertence à Bacia Mediterrânica Andaluza.

### Clima
| Dados climatológicos para Alhaurín de la Torre - Aeroporto de Málaga | Dados climatológicos para Alhaurín de la Torre - Aeroporto de Málaga | Dados climatológicos para Alhaurín de la Torre - Aeroporto de Málaga | Dados climatológicos para Alhaurín de la Torre - Aeroporto de Málaga | Dados climatológicos para Alhaurín de la Torre - Aeroporto de Málaga | Dados climatológicos para Alhaurín de la Torre - Aeroporto de Málaga | Dados climatológicos para Alhaurín de la Torre - Aeroporto de Málaga | Dados climatológicos para Alhaurín de la Torre - Aeroporto de Málaga | Dados climatológicos para Alhaurín de la Torre - Aeroporto de Málaga | Dados climatológicos para Alhaurín de la Torre - Aeroporto de Málaga | Dados climatológicos para Alhaurín de la Torre - Aeroporto de Málaga | Dados climatológicos para Alhaurín de la Torre - Aeroporto de Málaga | Dados climatológicos para Alhaurín de la Torre - Aeroporto de Málaga | Dados climatológicos para Alhaurín de la Torre - Aeroporto de Málaga |
| Mês                                                                  | Jan                                                                  | Fev                                                                  | Mar                                                                  | Abr                                                                  | Mai                                                                  | Jun                                                                  | Jul                                                                  | Ago                                                                  | Set                                                                  | Out                                                                  | Nov                                                                  | Dez                                                                  | Ano                                                                  |
| -------------------------------------------------------------------- | -------------------------------------------------------------------- | -------------------------------------------------------------------- | -------------------------------------------------------------------- | -------------------------------------------------------------------- | -------------------------------------------------------------------- | -------------------------------------------------------------------- | -------------------------------------------------------------------- | -------------------------------------------------------------------- | -------------------------------------------------------------------- | -------------------------------------------------------------------- | -------------------------------------------------------------------- | -------------------------------------------------------------------- | -------------------------------------------------------------------- |
| Temperatura máxima média (°C)                                        | 16,6                                                                 | 17,7                                                                 | 19,1                                                                 | 20,9                                                                 | 23,8                                                                 | 27,3                                                                 | 29,9                                                                 | 30,3                                                                 | 27,9                                                                 | 23,7                                                                 | 19,9                                                                 | 17,4                                                                 | 22,9                                                                 |
| Temperatura média (°C)                                               | 12                                                                   | 12,8                                                                 | 14                                                                   | 15,6                                                                 | 18,6                                                                 | 22,2                                                                 | 24,8                                                                 | 25,4                                                                 | 23                                                                   | 19                                                                   | 15,3                                                                 | 12,9                                                                 | 18                                                                   |
| Temperatura mínima média (°C)                                        | 7,3                                                                  | 7,9                                                                  | 9                                                                    | 10,4                                                                 | 13,4                                                                 | 17,1                                                                 | 19,7                                                                 | 20,5                                                                 | 18,2                                                                 | 14,3                                                                 | 10,8                                                                 | 8,4                                                                  | 13,1                                                                 |
| Precipitação (mm)                                                    | 81                                                                   | 55                                                                   | 49                                                                   | 41                                                                   | 25                                                                   | 12                                                                   | 2                                                                    | 6                                                                    | 16                                                                   | 56                                                                   | 95                                                                   | 88                                                                   | 526                                                                  |
| Dias com precipitação                                                | 8                                                                    | 6                                                                    | 6                                                                    | 7                                                                    | 5                                                                    | 2                                                                    | 1                                                                    | 1                                                                    | 2                                                                    | 6                                                                    | 7                                                                    | 8                                                                    | 59                                                                   |
| Umidade relativa (%)                                                 | 71                                                                   | 69                                                                   | 67                                                                   | 63                                                                   | 61                                                                   | 59                                                                   | 60                                                                   | 62                                                                   | 66                                                                   | 71                                                                   | 72                                                                   | 73                                                                   | 2 815                                                                |
| Insolação (h)                                                        | 172                                                                  | 178                                                                  | 218                                                                  | 229                                                                  | 282                                                                  | 302                                                                  | 338                                                                  | 309                                                                  | 247                                                                  | 213                                                                  | 173                                                                  | 158                                                                  | 2 815                                                                |
| Fonte: Organização Meteorológica Mundial,                            |                                                                      |                                                                      |                                                                      |                                                                      |                                                                      |                                                                      |                                                                      |                                                                      |                                                                      |                                                                      |                                                                      |                                                                      |                                                                      |

O clima de Alhaurín é de tipo mediterrânico, com verões quentes e invernos suaves sem nevadas, excepto algumas vezes na serra. As temperaturas são benignas, com 17,0 °C em media e mais de 320 dias de sol ao ano (2920 horas/sol ao ano em media). Algum verão, chegaram-se a superar os 40 °C em várias ocasiões. As precipitações costumam ser escassas mas torrenciais, com uma média de 550 l/m².

### Flora e fauna
A flora consta de pinheiro, azinheiras e abundante flora mediterrânica, como alecrim, palmito, funcho e esparto. Os pinhais situados nas zonas mais baixas da montanha costumam estar acompanhados por alfarrobeiras e oliveiras. Coscoja, lentisco, juniperus, cornicabra, torvisco e jara acompanham aos azinheiras. A vegetação floral é muito variada, destacando o jasmim, o geranium e o rosa devido aos numerosos jardins e parques existentes. Na serra destacam as orquídeas.

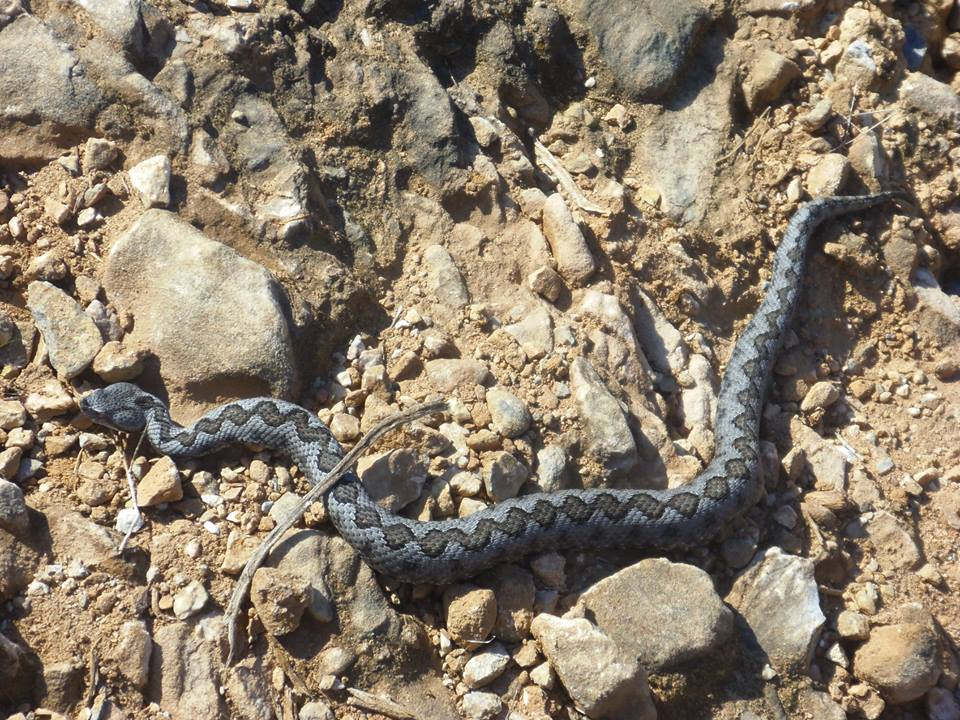
Pequena víbora cornuda na Serra de Mijas

A fauna por sua vez vê-se reduzida devido às explorações da serra. Ainda assim, destacam os Chapim-real, os pisco-de-peito-ruivo, os piquituertos, os estorninos, os passeridae e os Chapim-azul, que sobrevoam a paisagem. Quanto a mamíferos destacam a lebre, o gliridae e alguma cabra montanhesa. Os animais mais numerosos costumam ser os animais domésticos de granja: galinhas, cabras, cavalos, cães, ovelhas, etc, ainda que também se deixam ver alguma que outra ave rapaz como os peneireiro e alguma raposa.
Também existem populações de lagarto ocelado, galápago leproso, lagarticha colilarga, salamandra, camaleão comum e várias espécies de serpentes e cobras como a víbora-cornuda.

### Problemática meio ambiental
A exploração da serra devido aos seus grandes jazigos de calcário, declaradas ilegais tanto pelo Tribunal Superior de Justiça de Andaluzia como pelo Tribunal constitucional, instando ambos a seu fechamento, seguem abastecendo de inertes à região em matéria de construção e é o principal problema meio ambiental de Alhaurín de la Torre, devido à grande destruição da paisagem que produz. Este tema costuma ser objeto de numerosas manifestações e mobilizações de vizinhos que pedem o fim das pedreiras da zona. Devido a estes problemas, cria-se a Plataforma de Defesa da Saúde e a Serra (PDSS), encabeçada por Juan Piña García, uma associação em defesa da Serra de Mijas, contra as pedreiras que a ameaçam e expoliam.
Outro dos principais problemas meio ambientais de Alhaurín de la Torre são o desvio de linhas de água e a ocupação urbanística pela construção incontrolada de edifícios e urbanizações, ainda que atualmente a construção na zona se viu reduzida pela crise económica de 2008.

### Demografia
Tem uma população de 37.446 habitantes, o que resulta numa densidade de população de 456,66 hab/km². É a cidade mais povoada do Vale do Guadalhorce, por adiante de outras localidades como Alhaurín El Grande (23.675 hab), Cártama (23.664 hab), Coín (21.791 hab) ou Álora (13.399 hab), e é o segundo município de maior população do interior e o décimo primeiro do total da província.
A população de Alhaurín de la Torre está em aumento devido à expansão da Área Metropolitana de Málaga, passando de 12.874 habitantes em 1991 a 30.281 em 2006. Quanto à população estrangeira, também tem aumentado o número de recenseados, destacando os residentes procedentes do Reino Unido e de Alemanha.
| Padrão Municipal das principais nacionalidades residentes em 2019 |            |             |
| País                                                              | Habitantes | Percentagem |
| Espanha                                                           | 37.200     | 92.20 %     |
| Reino Unido                                                       | 638        | 1.58 %      |
| Países Baixos                                                     | 227        | 0.56 %      |
| França                                                            | 218        | 0.54 %      |
| Marrocos                                                          | 216        | 0.54 %      |
| Itália                                                            | 202        | 0.50 %      |
| Alemanha                                                          | 185        | 0.46 %      |
| China                                                             | 148        | 0.37 %      |
| Argentina                                                         | 145        | 0.36 %      |

Quanto a população de nacionais em Alhaurín de la Torre, destaca a população nativa da Província de Málaga com 26.512 habitantes. Seguem-lhe em menor medida os madrilenos com 709 habitantes, e com menos de 600 habitantes destacam os habitantes de províncias andaluzas como Granada, Córdoba ou Cádis.
| Censos Municipal das 10 Províncias Espanholas com mais residentes. |        |
| Província                                                          | Total  |
| Málaga                                                             | 26.512 |
| Mádrid                                                             | 709    |
| Granada                                                            | 587    |
| Cordoba                                                            | 496    |
| Cádis                                                              | 467    |
| Barcelona                                                          | 441    |
| Sevilla                                                            | 440    |
| Jaén                                                               | 297    |
| Melilla                                                            | 229    |
| Bizkaia                                                            | 142    |

## Toponimia

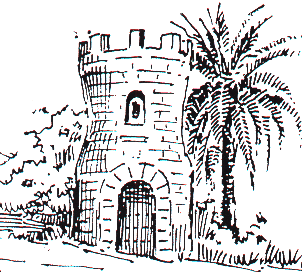
O nome de "Alhaurin" precede do árabe

O nome Alhaurin é de origem árabe. Sobre a etimologia deste nome existem duas teorias diferentes. A primeira, quiçá poética, afirma que significa Jardim deAlá, enquanto a outra, publicada pelo pesquisador José Baquero Luque recolhendo teorias de diferentes arabistas, afirma que o nome de Alhaurín nada tem que ver com o de Lauro que argumentou Merssemann no século XX, e corresponde a uma tribo de origem bereber que habitou a comarca durante a Idade Média, os Hawara, cujos membros eram conhecidos como al-hawariyyin.
Durante o Reino Nacérida de Granada foi Laulin ou Alaolin segundo aparece nas partilhas depois da conquista de Málaga em 1487. No século XVI os documentos conservados citam-na como Alhaurinejo, que significa o Alhaurin pequeno, para a distinguir de Alhaurin el Grande, que aparecia simplesmente como Alhaurin.
Segundo uma pesquisa de povos realizado em 1647 e que se conserva no Arquivo de Simancas, já aparece com o nome oficial de Alhaurín de la Torre, ainda que o topónimo popular de Alhaurinejo tem subsistido até o século XX.

## Símbolos
- São Sebastião é o padrão de inverno de Alhaurín de la Torre, cuja festa local realiza-se o 20 de janeiro. Neste dia se sucedem actos folclóricos e culturais em honra ao padrão, se lhe entrega uma oferenda floral e processiona ao santo pelas ruas do centro da localidade. A imagem encontra-se na Igreja Paroquial de San Sebastian.[13]

- João Batista é o padrão de verão de Alhaurín de la Torre, cuja festa local realiza-se o 24 de junho.

- O escudo de Alhaurín de la Torre possui um timbrado real aberto com uma coroa e constitui-se em dois quartéis de igual tamanho. Na parte de acima, em campo azul (azul), fica desenhada a Torre de Alhaurín, que é o monumento que representa à localidade. No quartel inferior de cor ouro aparecem desenhados duas árvores simétricos.

- A bandeira é de cor azul, com duas faixas amarelas e com o escudo de Alhaurín de la Torre desenhado no centro.

- A Torre de Alhaurín, emblema e monumento que representa à cidade e simboliza a sua vez a entrada ao centro do povo. Esta torre aparece em quase todos os escudos e estandartes de Alhaurín. Também costuma ser muito característica em souvenires como figuras, escudos ou postais.

## História

### Idade Antiga

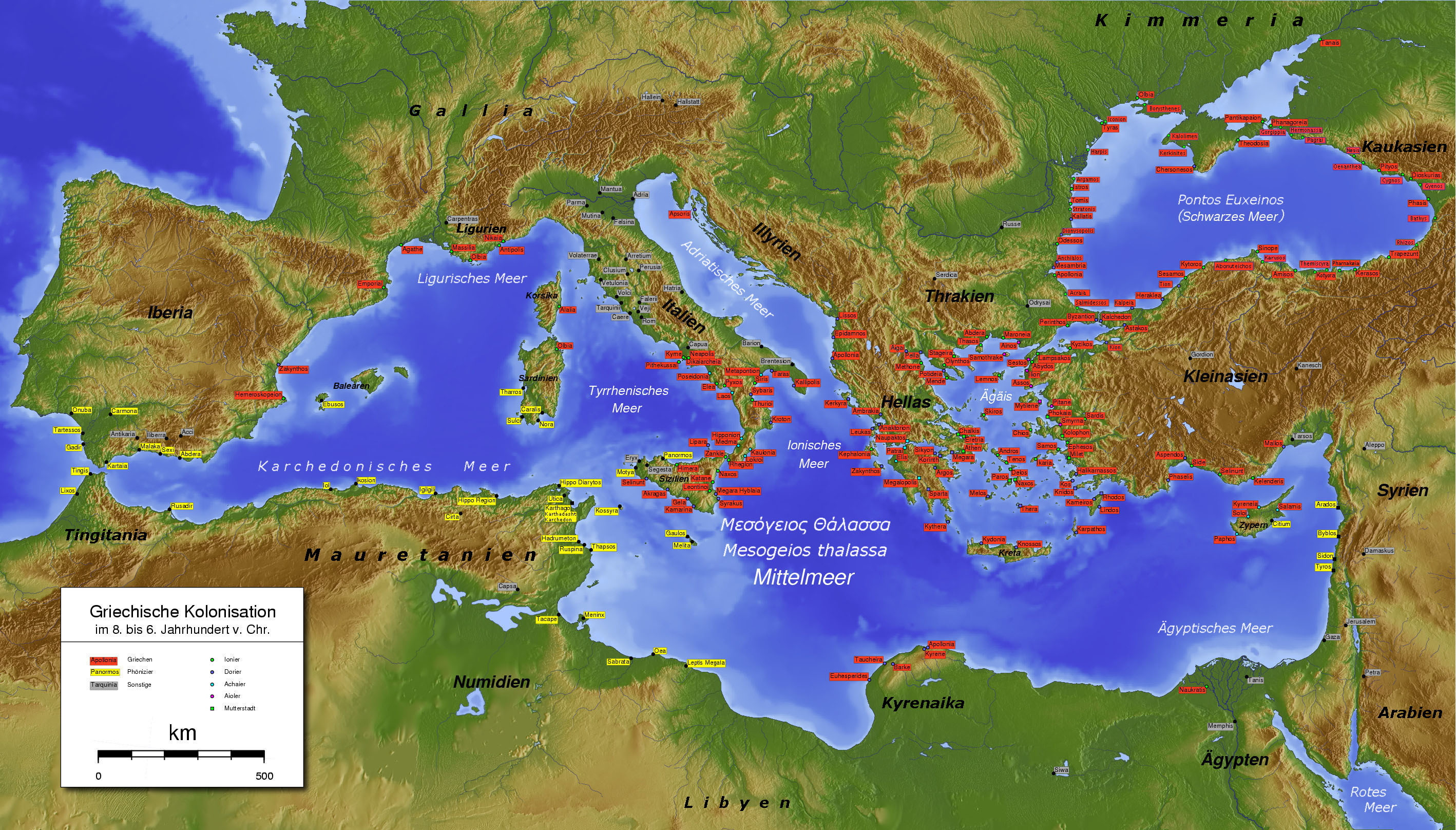
Mapa das colonizações fenícias em Europa

Alhaurín de la Torre esteve povoado desde a Idade Antiga, sendo os bastetanos seus povoadores nativos. Este povo recebeu aos primeiros invasores, os líbio-fenícios, que fundaram fábricas em Málaga e Cártama pelo ano 1000-700 a.C.
Os moradores primitivos pertenciam a um povo mineiro e hoje persistem muitas referências dos minerais extraídos, como o chumbo, o cobre, o grafito e o ferro na zona do Plano da Prata.
Depois da colonização romana, no município existiu uma aldeia romana telefonema Lauro. Segundo Alberto de Merrsseman, historiador francês estabelecido na localidade no século XX, baixo o domínio romano foi denominada Lauro Vetus (Laurel Velho), que marcava a antiguidade da villa, e posteriormente Laurona. Alguns historiadores indicam que Lauro foi o lugar onde se refugiaram os fugitivos da famosa batalha de Munda-Bética e onde os partidários de Júlio César decapitaram o Pompeu, o Jovem.
Na pedania da Alqueria existem depósitos numa superfície de 18 hectares e uma ocupação que abarca desde o século III a.C. até meados do século IV d.C. Desta época ficam vestígios arqueológicos abundantes mas mal conservados: restos de mosaicos, telas de muralhas, cerâmica, moedas, enterros romanos, etc.

### Idade Média
Em época muçulmana baixo medieval existiu a alqueria de Laolín, com comunidade de casas e várias torres vigia no meio e uma mesquita. O Bairro Velho ou Albaicín, é a origem andalusina do município como se conhece hoje em dia. O actual traçado urbano mostra uma realidade saída da época muçulmana, com vielas sem saída e ruelas.
O símbolo de Alhaurín de la Torre é a torre, uma construção-vigia para a defesa da população que se encontrava em onde hoje se situa o bairro "a Torre", em frente ao escritório de Correios de rua Nogal. Nos anos 70 se ergueu uma réplica, depois demolida, construindo-se outra maior em 1991, à entrada de rua Álamos. A torre vigia estava situada para favorecer a visão, devido ao desnível que sempre tem existido entre o Bairro Velho como núcleo em torno da rua Albaicín, e a parte alta, onde estava a torre originaria.
No cortijo de Mollina existem restos de uma alqueria muçulmana e uma torre da mesma época, pobremente conservados.

### Idade Moderna
Não há referência clara da data da conquista pelos Reis Católicos, ainda que a vizinha villa de Alhaurín el Grande o foi em 1485 e Málaga em 1487.
A grande prosperidade do campo nessa época converteu a Alhaurín de la Torre num referente importante da província quanto a transacções comerciais. Semeavam-se cereais, árvores frutíferas e cítricos e existiam vários moinhos para a transformação do trigo em farinha e uma extensa rede de aquedutos que aproveitava as águas procedentes de dezenas de riachos e mananciais.
A entrada das tropas cristãs na comarca em março de 1484, supôs a queima de terras de cultivo e a destruição parcial dos povoados árabes, ao mesmo tempo em que seus moradores foram expulsos. A política de devasta ou de terra queimada foi aplicada com especial virulência na fortaleza de Laolín, e seu processo posterior de reconstrução urbana, administrativa e social foi lento e tardio. Ocorreu entre os séculos XVI e XVII, devido à cercania com a capital e a passividade das autoridades. Os povoamentos desses anos eram escassos e instáveis, conquanto foram numerosos os cidadãos da capital aos que se distribuíam propriedades e hortas para reactivar a agricultura.
Nos Repartimentos de Málaga realizados desde 1489, aparece este lugar como Laolín e Alaolin, em outros Laulin, se indicando que estava despovoado. Entre os beneficiados de terras e moinhos estava o cozinheiro da rainha Toribio da Vega, que recebeu um moinho e várias lotes de terras, entre elas a alqueria de Ismail, futuro O Retiro. Também recebe terras o comendador Gutierre Gómez de Fuensalida, regente de Málaga e que seria embaixador em Flandes e Inglaterra. O historiador José Manuel de Molina documentou a venda que fez o filho de Toribio, Juan Pérez da Vega, de três moinhos, a torre e a mesquita a Gómez de Fuensalida, o 13 de outubro de 1512.

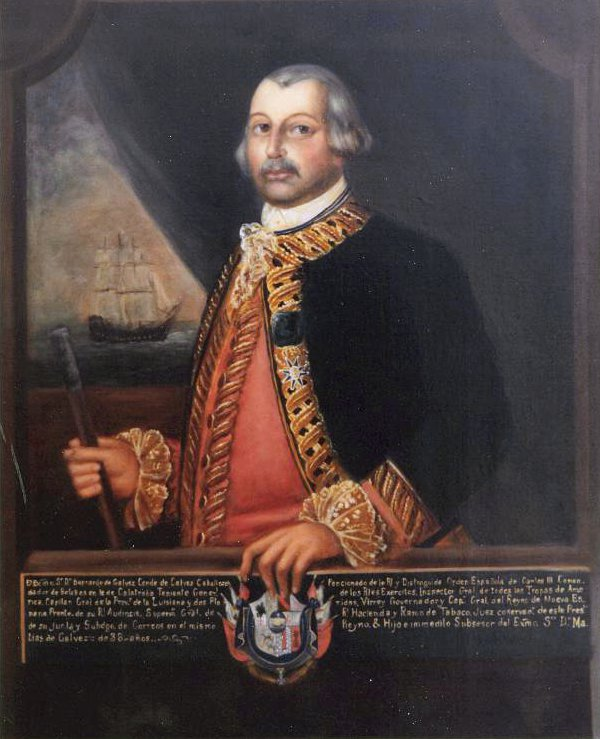
O Governador Bernardo de Gálvez, mandou hispanizar o estado de Luisiana com 700 colonos, muitos deles de Alhaurin

Com o tempo os descendentes de Gómez de Fuensalida titular-se-iam "Senhor das Torres de Alhaurín", atingindo no século XVII o título de Conde de Puertollano, depois duques do Arco e de Fernán Núñez. O casarão conhecido como Casa do Conde, que hoje se conserva, foi domicílio de seus administradores.
Em 1505 funda-se a paróquia de São Sebastião, cuja construção na praça da Concepção sobre as ruínas da antiga mesquita data de 1610. Um terramoto danificou-a seriamente em 1680 e sobre esse solar, em 1816, começou-se a edificar o templo tal como hoje se conhece, obras que se prolongaram até 1868.
Enquanto concluía-se a construção, a ermita do Santíssimo Cristo do Humilladero, localizada no canto de rua Ermita, com a Praça San Sebastián (onde hoje em dia se situa o bar A Baranda), se usou como igreja provisória.
A população aumentou consideravelmente em 1571 pela chegada de colonos cristãos. Desta época ficam abundantes restos arqueológicos, a maioria deles situados no área da Estação da Alquería, designada oficialmente Zona de Interesse Cultural.
Depois da conquista cristã configura-se o centro urbano ao estilo castelhano, tendo como eixos o Arroio Blanquillo (atual Av. de Espanha), a rua Ermita, a rua Las Choças (atual rua Real), a rua Caleta e a rua Mesones (atual Juan Carlos I ) e a rua El Chorrillo (atual Doutor Fléming).

### Idade Contemporânea
O 1 de junho de 1778, um grupo de vizinhos de Alhaurín de la Torre zarpou no bergantim San José com destino a Nova Orleães para fazer parte do contingente dos 700 colonos malaguenhos e canários chamados pelo governador Bernardo de Gálvez para hispanizar o território de Luisiana, que tinha pertencido aos franceses até uns anos antes. Estes colonos fundaram a começos de 1779 uma cidade que chamaram Nova Iberia, a actual New Iberia, em Estados Unidos, cidade com a que Alhaurín de la Torre se encontra fraternizada.
No final do século XVIII projetou-se a chamada Ponte do Rei, único acesso sobre o rio Guadalhorce que ligava a Alhaurín com a capital. Construído em madeira em 1796, foi um projeto hidráulico que nunca chegou a se utilizar, como nesses anos se teve a necessidade de levar o água de Churriana à vega para regar as hortas, mas não chegou a atingir à ribeira direita do Guadalhorce, pois Málaga achou água de sobra através do Aqueducto de San Telmo. Os arcos da barriada de Sapata fazem parte deste projeto inacabado.

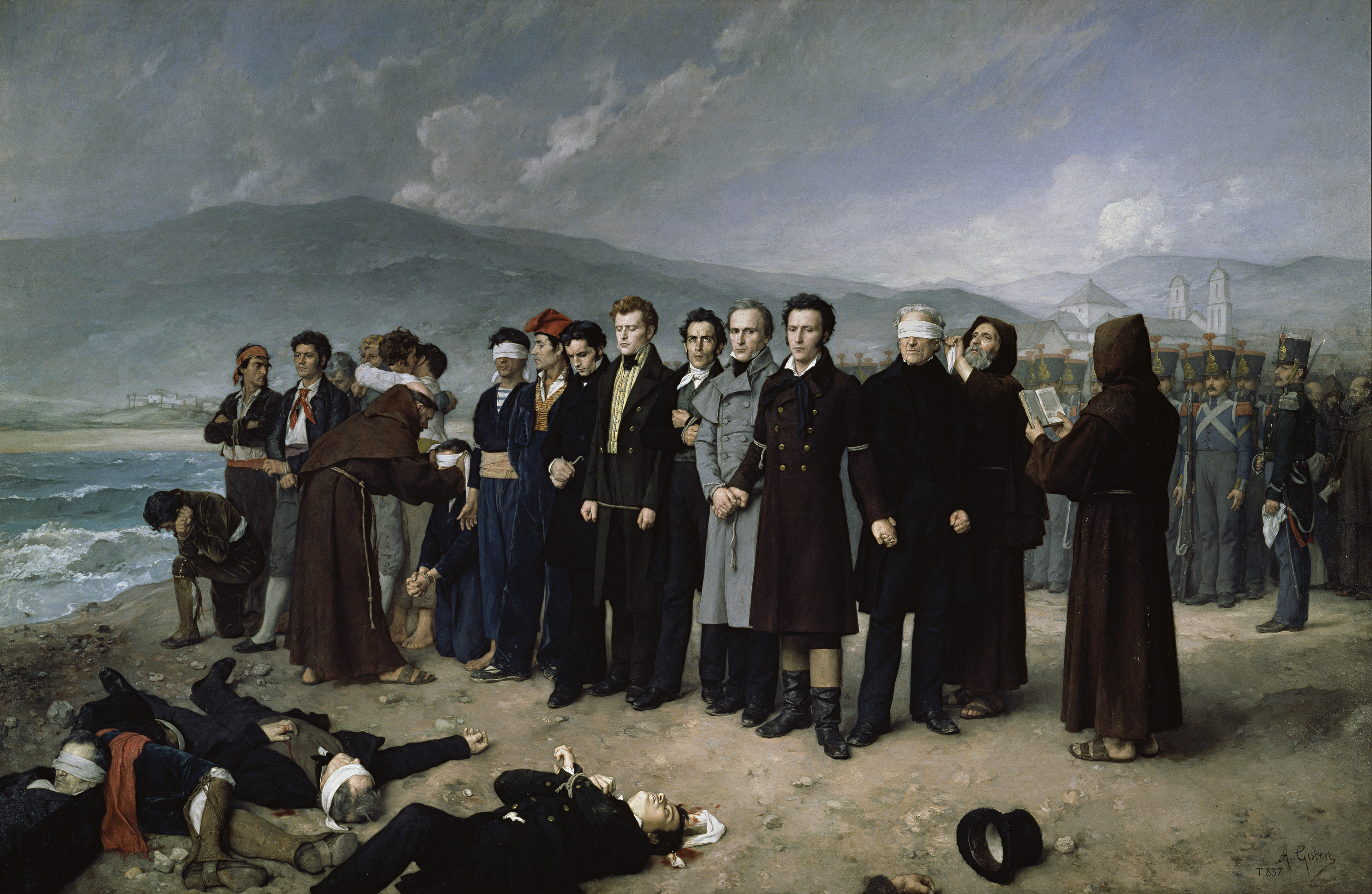
Fusilamento do General Torrijos depois da sua captura na Base da Torre Alqueria

Durante a Guerra da Independência deixou de ser arrabal da cidade de Málaga para segregarse como município, segundo investigação do historiador José Manuel de Molina. Foi graças a um decreto do rei intruso, José Bonaparte, assinado no Alcázar de Sevilla o 17 de abril de 1810, sendo Mateo Rivera o primeiro prefeito independente com o título de corregidor. Com a retirada francesa e a entrada em vigor da Constituição de Cádiz de 1812, seguiu segregado ainda que a cidade de Málaga negar-se-ia a reconhecer durante os períodos absolutistas posteriores até assinar um acordo de lindes em 1874.
Na base Torre Alqueria, dentro do termo municipal, foi capturado o general liberal José María Torrijos, em dezembro de 1831, que foi fuzilado seis dias depois na praia de San Andrés, em Málaga.
Até mediados do século XX, Alhaurín foi um passo imprescindível para o fornecimento de produtos agrícolas a Málaga. Durante a Guerra Civil Espanhola pertenceu ao bando republicano desde julho de 1936 a fevereiro de 1937, passando então a mãos dos nacionais. Durante a contenda morreram 87 pessoas do bando republicano e 13 do nacional.
Durante a segunda metade do século, a população passou de ser um pequeno povo agrícola a experimentar um crescimento urbano em massa, acentuado na década de 1990 e 2000. Nas primeiras eleições democráticas, saiu eleito prefeito Juan José García Martín de UCD em 1979, e em 1991 construiu-se a atual Prisão Provincial de Málaga, no meio de fortes protestos locais que se saldaram com a detenção do prefeito, sete vereadores e vários vizinhos.

## Urbanismo

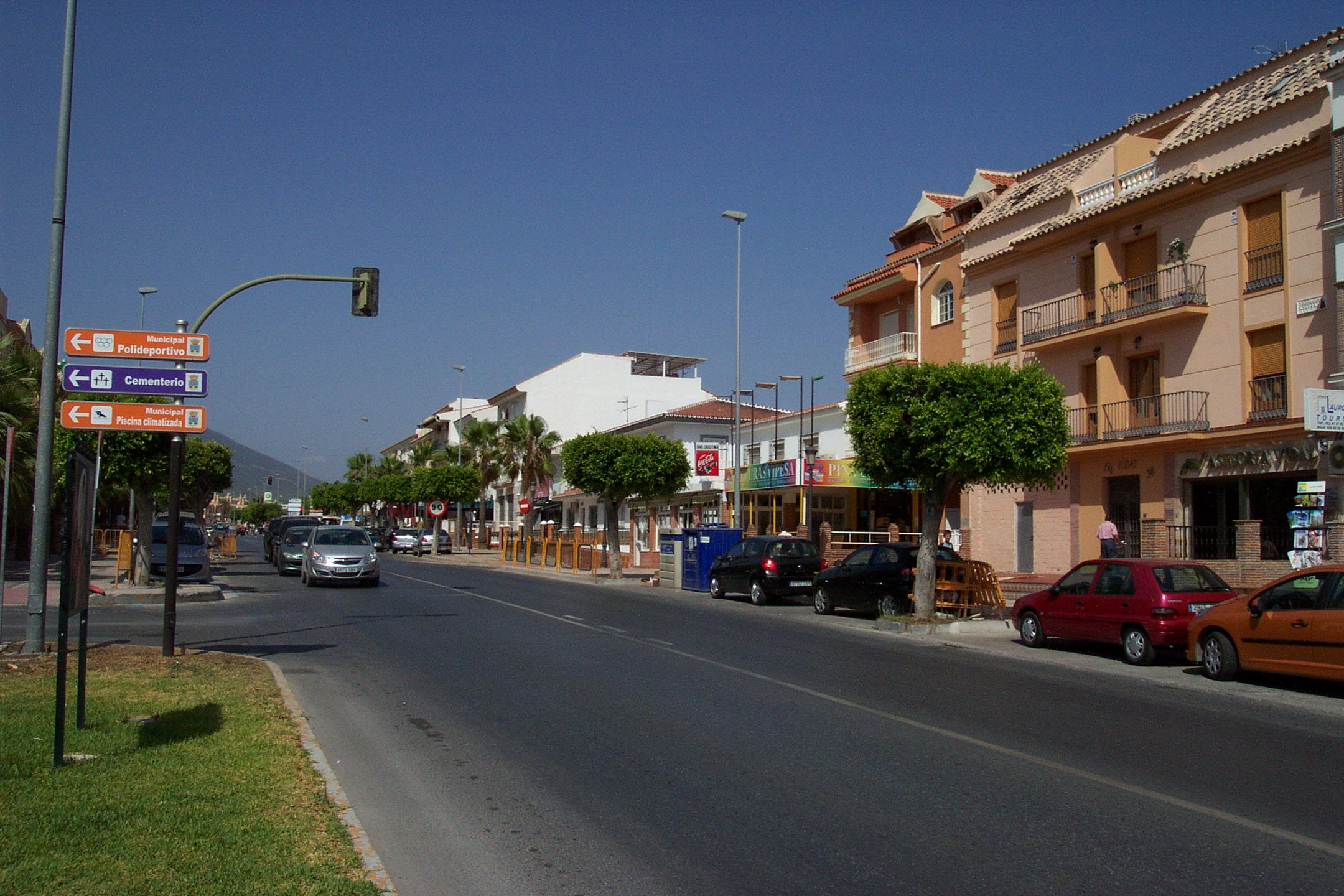
Avenida Principal de Alhaurin

O meio urbanizado de Alhaurín de la Torre está ocupado por numerosas urbanizações, em sua maioria chalets cinzas adosados e pareados, construídos nos anos 90 pelo grande aumento demográfico. Jardins e parques enfeitam todo o município e as ruas asfaltadas no centro. No Bairro Velho, destacam as ruas de estrutura árabe e as casas caiadas.
Engloba as pedanías rurais de: La Alquería, El Romeral, El Peñón Molina, Mestanza, Sapata, Torrealquería e Santa Amalia. No centro urbano situam-se os seguintes bairros: el Bairro Velho, Bairro da Alegria, Blas Infante, Carranque, El Cordobés, Huerta Alta, Huerto Coscorrón, Huerto da Rosa, Jardins de Alhaurín, El Limonar, La Palmilla, El Parque, Platero I, Platero II, La Torre, Altos de Viñagrande e Viñagrande.
As urbanizações das afueras são: Retamar, Tabico, el Lagar, Cortijos de Sol, Bellavista de Zambrana, la Capellanía, Ermita del Cerro, Fuensanguínea, Pinos de Alhaurín.
Atualmente estão a realizar-se obras e projectos para construções de moradias de protecção oficial na zona do Romeral e Torrealquería, através do novo Plano de Classificação do Território da Aglomeração Urbana de Málaga.
Entre os eixos viarios, destaca a travesía urbana onde se encontram numerosas rotundas decoradas com esculturas como a rotunda da Fonte da Biznaga, convertida em símbolo da cidade, ou ajardinadas como a rotunda na Urbanização "Jardins de Alhaurín" que apresenta uma instância de chorisia a mais de 100 anos.
Quanto ao futuro, Alhaurín de la Torre contará com um shopping em frente à rotunda principal que dá acesso ao município. Terá duas plantas em superfície, um térreo e duas subterrâneas para estacionamentos. Este complexo de lazer conterá vários locais de moda, complementos, farmácias, bancos, cinema, pastelarias, eletrodomésticos, restaurantes e um ginásio.
Em novembro de 2011 inaugurou-se a Hiperronda de Málaga e a via revendedor do Guadalhorce, que une Alhaurín de la Torre com o norte de Málaga, o Parque Tecnológico e Torremolinos.

## Monumentos e lugares de interesse

### Arquitetura religiosa
- Igreja de San Sebastián: é a única igreja de Alhaurín de la Torre, situada na atual Praça da Concepção. Foi construída em 1610, ainda que anteriormente o Arcebispo de Sevilla fundou a paróquia de San Sebastián a petição da rainha Isabel a Católica, em virtude de Comissão concedida por Letras e Bulas Apostólicas do Papa Inocencio VIII. Anos mais tarde foi destruída por um terramoto e reconstruida em meados do século XIX em estilo neoclássico, com planta de cruz latina, três naves e duas campanários, ainda que a capelinha de Nosso Pai Jesus é de estilo barroco. O motivo para que se elegesse patrão a San Sebastián se atribui à devoção dos Reis Católicos pelo santo que, dada seu santidade, eterna juventude e dotes militares resultava ser o mais apropriado em tempos de contendas e lutas durante a Reconquista. Desta igreja saem os tronos das diferentes confrarias na Semana Santa.

- Ermita do Alamillo: construída em 1875 junto à finca do Alamillo, onde se venera a San Francisco de Paula e à Virgen da Esperança desde então. Antigamente era considerado protector do campo alhaurino e se rezava em tempos de seca para fazer-lhe rogativas de chuvas, na atualidade, são padrões de Viñagrande, o bairro da Alegria, respetivamente, sendo sacados em procissão em suas onomásticas.

- Ermita do Santo Cristo do Cardón: Sua localização actual está nos Callejones e visita-se-lhe na Quarta-feira Santa pela tarde em solene Via Crucis. A tradição conta que aconteceu um milagre no ano 1484, em tempos da Reconquista, no que um Cristo pintado de madeira salvou da morte a um soldado cristão. A raiz daquele facto, este Cristo tem sido venerado em diferentes capelinhas através dos séculos.

### Arquitetura civil

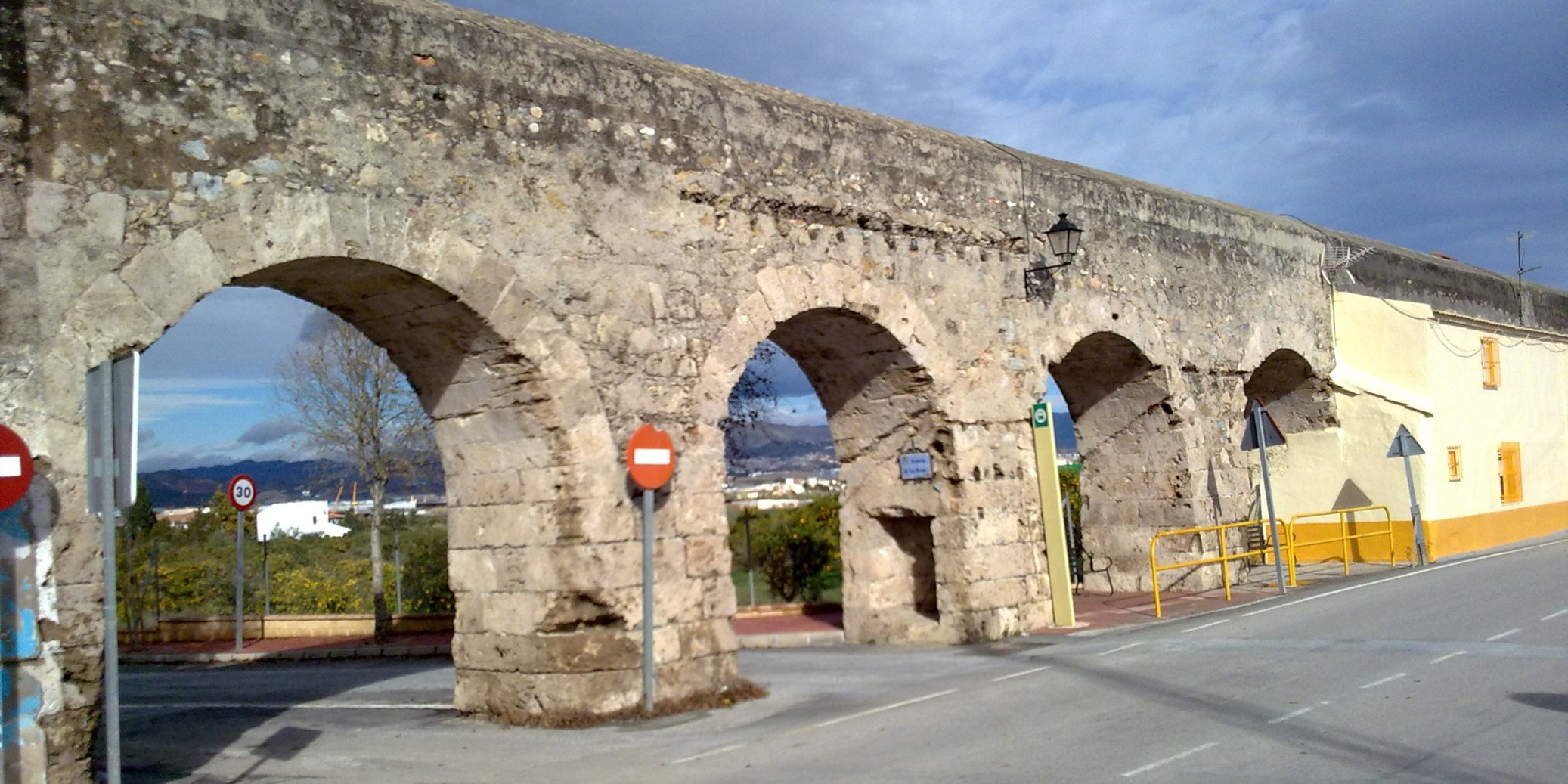
Aqueduto de Sapata

- Casa Refúgio de Torrijos: na atualidade tão só fica uma espécie de torrão árabe semiderruído. Foi o lugar onde o general José María de Torrijos se refugiou depois de se insurgir contra o Absolutismo de Fernando VII em 1831, antes do seu fusilamento.

- Arcos de Sapata: restos muito bem conservados dos que foi o aquaducto da Fonte do Rei, originário do século XVIII, e que se construiu para levar água desde o manancial do mesmo nome, localizado em Churriana, até Málaga capital. Nunca chegou a entrar em funcionamento, devido às enormes pressões exercidas por parte dos terra tenentes da vega e a inumeráveis problemas económicos. Encontra-se situado na Barriada de Sapata.

- Grutas do Albaicín: são grutas que estão no interior de treze moradias situadas no Bairro Velho, as quais atualmente se estão a estudar e em processo de catalogação. O resultado de dito estudo será o que determine o valor da cada uma delas e sua possível protecção e recuperação.

- Restos arqueológicos: nos arredores do núcleo encontraram-se numerosos fragmentos de cerâmica, cacos, telas de muralhas, moedas e enterros pertencentes à época romana. Um enclave de grande interesse histórico e arqueológico é o Cortijo de Mollina, onde ficam restos de uma alqueria muçulmana e uma torre da mesma época, bem como outros vestígios romanos. Também encontramos importantes depósitos arqueológicos nas imediações do Vale -El Cardón e Carreira de Cavalos e nos arredores da Casa de Torrijos, em Torrealquería.

- Centro Cultural Vicente Aleixandre recinto de eventos culturais como exposições, palestras, teatro, concertos, etc.

- Torre Vigía, réplica e símbolo de Alhaurín muçulmano emblema e monumento que representa à cidade e simboliza a sua vez a entrada ao centro do povo. Esta torre aparece em quase todos os escudos e estandartes de Alhaurín.

### Zonas verdes

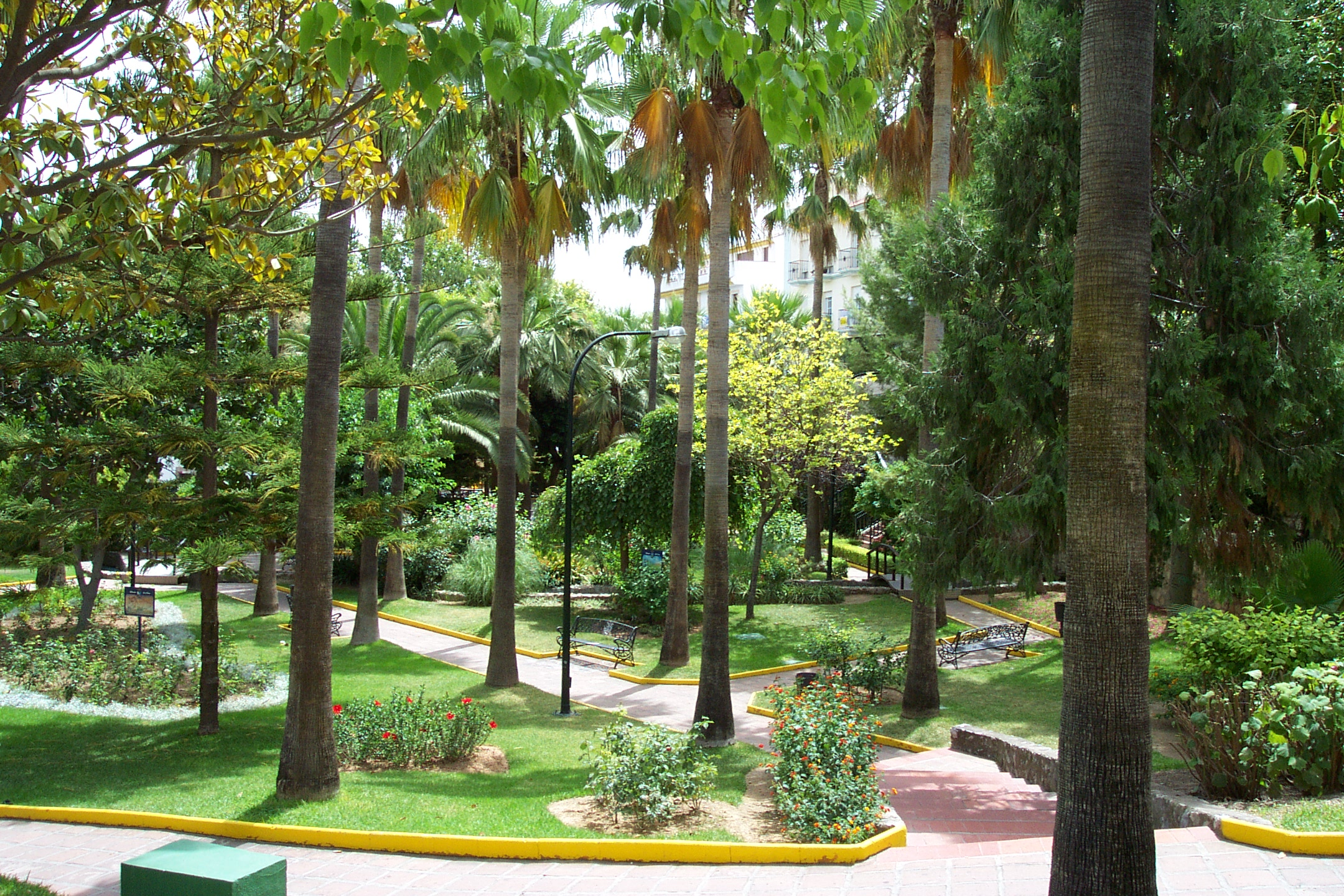
Parque de Alhaurín.

Entre os numerosos parques e jardins que há em Alhaurín de la Torre destacam o Parque Municipal e a Finca o Portão.
- Parque Municipal: situado no centro urbano da localidade, possui grande variedade de instâncias botânicos como Populus, ficus, pacíficos, palmeiras de diversas classes, heras, cipreses, rosales, árvores do paraíso e canas índias que rodeiam um estanque de patos. Neste parque se encontra uma cascata de água que escorre de baixo de umas pontes de madeira através de todo o parque até desembocar no estanque.

- Base do Portão: está localizada no centro urbano, na rua Juan Carlos I. Esta finca foi propriedade da família britânica Robinson e cedida à Prefeitura local com a finalidade de que nelas se desenvolvesse uma gestão de carácter exclusivamente sócio-cultural. Depois de uma série de reformas por parte das autoridades municipais, a base "O Portão" possui uma grande vegetação. Neste lugar realizam-se acontecimentos relacionados com a música, dança-a e as artes plásticas.

- Jardim Oriental Bemquerido: cuja inauguração tem sido dedicada inteiramente ao povo japonês, por cujas milhares de vítimas mortais se guardou um respeitoso minuto de silêncio entre a comitiva institucional e cidadã. Este emotivo lembrança de Alhaurín de la Torre em solidariedade com as pessoas que têm perdido a vida por causa do terramoto e do tsunami que tem arrasado o país nipon. Oferece uma superfície de 120.000 m² entre parques, zonas verdes, estanques com cascatas, pagódas, pontes de estilo japonês e uma ampla zona infantil

## Política e administração
A administração política da cidade realiza-se através de uma prefeitura cujos componentes se elegem a cada quatro anos por sufrágio universal. O censo eleitoral está composto por todos os residentes registados em Alhaurín de la Torre maiores de 18 anos e nacionais de Espanha e dos outros países membros da União Europeia.
Segundo o disposto na Lei do Regime Eleitoral General, que estabelece o número de vereadores elegíveis em função da população do município, a Corporação Municipal de Alhaurín de la Torre está formada por 21 vereadores. A constituição da Prefeitura atual depois do resultado das Eleições municipais de 2011, foi de 13 vereadores pertencentes ao Partido Popular, 4 vereadores pertencentes ao Partido Socialista Operário Espanhol e 2 vereadores pertencentes a Esquerda Unida-A Verdes Convocação por Andaluzia, 1 vereador pertencente a União Progrido e Democracia e outro pertencente a Eleitores Alhaurin, sendo escolhido prefeito por quatro anos Joaquín Villanova Roda, do PP.

### Eleições municipais de 2011

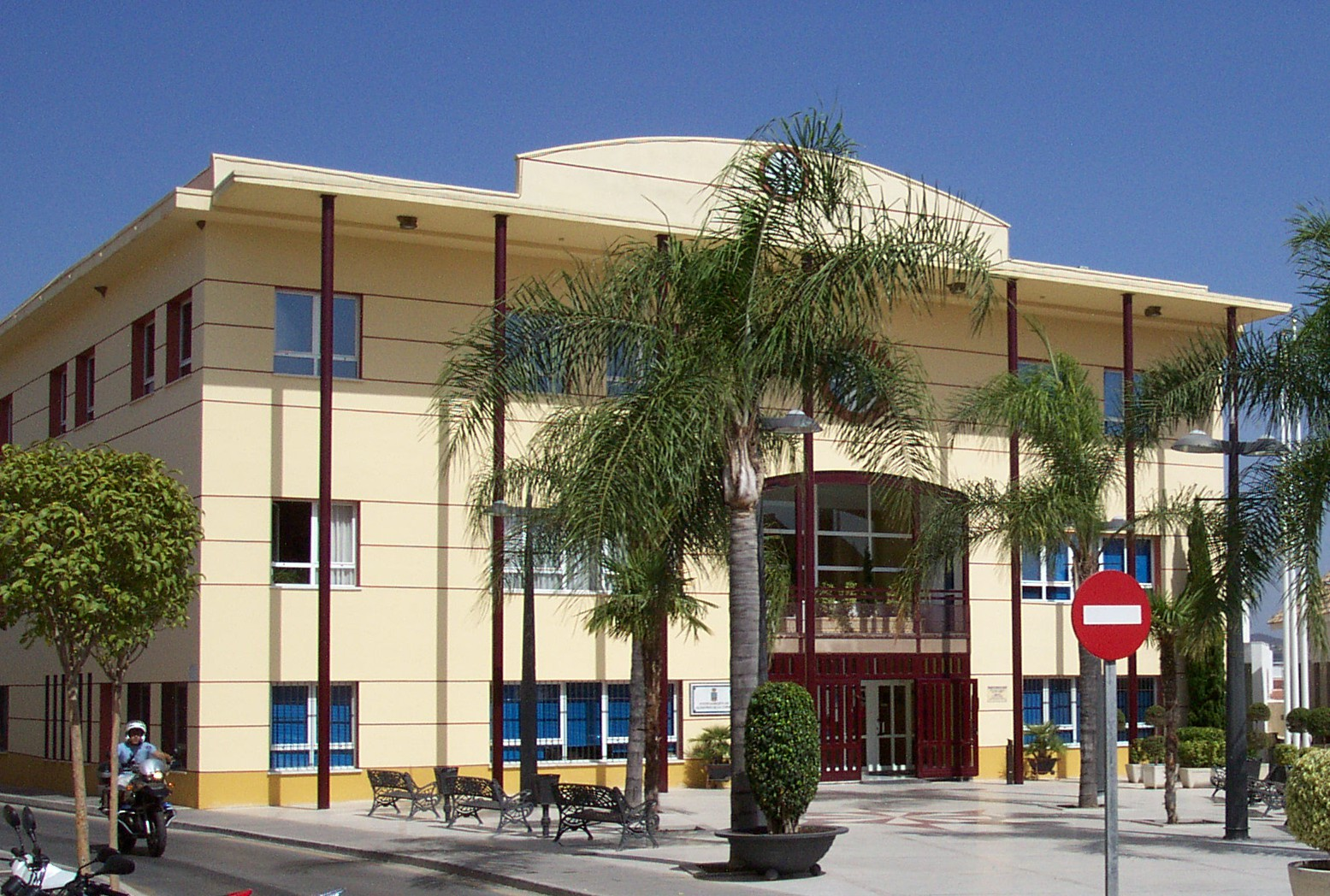
Prefeitura de Alhaurín

Tendo uma abstenção de 41,70% (10908 pessoas), neste ano o PP aumenta em votos enquanto o PSOE e IU perdem um vereador. Ademais entram no consistório duas novas forças políticas levando-se esses dois vereadores, UPyD com um vereador e ERES (Eleitores Alhaurin) com outro.
| Eleições municipais de Alhaurín de la Torre, 22 de maio de 2011 → |       |       |          |
| Partido                                                           | Votos | %     | Cadeiras |
| Partido Popular (PP)                                              | 8.618 | 57,21 | 13       |
| Partido Socialista Operário Espanhol (PSOE)                       | 3.129 | 20,77 | 4        |
| Esquerda Unida (IU)                                               | 1.316 | 8,74  | 2        |
| União Progrido e Democracia (UPyD)                                | 820   | 5,44  | 1        |
| Eleitores Alhaurin                                                | 812   | 5,39  | 1        |

### Divisão administrativa
- Engloba as pedanias rurais de: A Alquería, O Romeral, O Peñón, Molina, Mestanza, Sapata, Torrealquería e Santa Amalia.

- No núcleo urbano situam-se os seguintes bairros: o Bairro Velho, Bairro da Alegria, Blas Infante, Carranque, O Cordobés, Huerta Alta, Huerto Coscorrón, Huerto da Rosa, Jardins de Alhaurín, O Limonar, A Palmilla, O Parque, Platero I, Platero II, A Torre, Altos de Viñagrande e Viñagrande.

- As urbanizações das exteriores são: Retamar, Tabico, o Lagar, Cortijos de Sol, Bellavista de Zambrana, a Capellanía, Ermita do Cerro, Fuensanguínea, Pinos de Alhaurín, Santa Clara, A Zambrana, Povo Cortijo, Torresol.

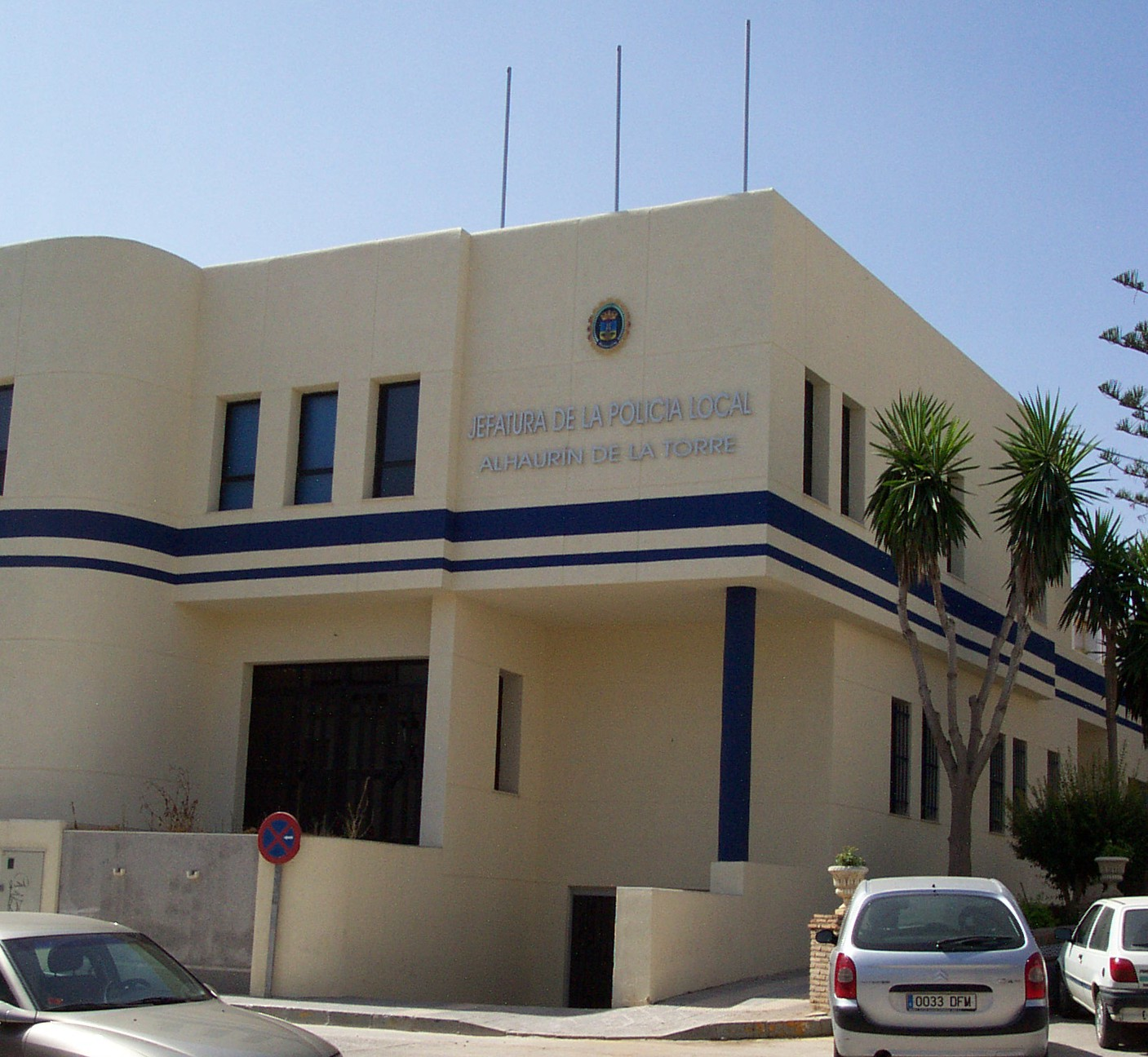
Polícia local

### Segurança cidadã
Em Alhaurín de la Torre está operativo o sistema de Emergências 112, que mediante um número de telefone gratuito atende qualquer situação de urgências em matéria sanitária e/ou desastre, extinção de incêndios, salvamento, segurança cidadã e protecção civil. Os tele-operadores do 112 Andaluzia atendem os telefonemas de urgência e emergência em espanhol, inglês, francês ou alemão, incorporando além a atenção de telefonemas em árabe.
Alhaurín de la Torre conta com várias forças de segurança como a Policia civil, a Polícia Local e Protecção Civil que velam pela segurança cidadã, especialmente em grandes acontecimentos como concertos de música, Semana Santa ou na Feira.
Alhaurín de la Torre conta também com um corpo de Bombeiros operativo as 24 horas do dia em onde se inaugurou um novo parque de Bombeiros em Viñagrande. Atualmente, o retém de bombeiros está situado provisionalmente numa nave do polígono industrial, 4ª fase, de 200 metros quadrados.

## Economia

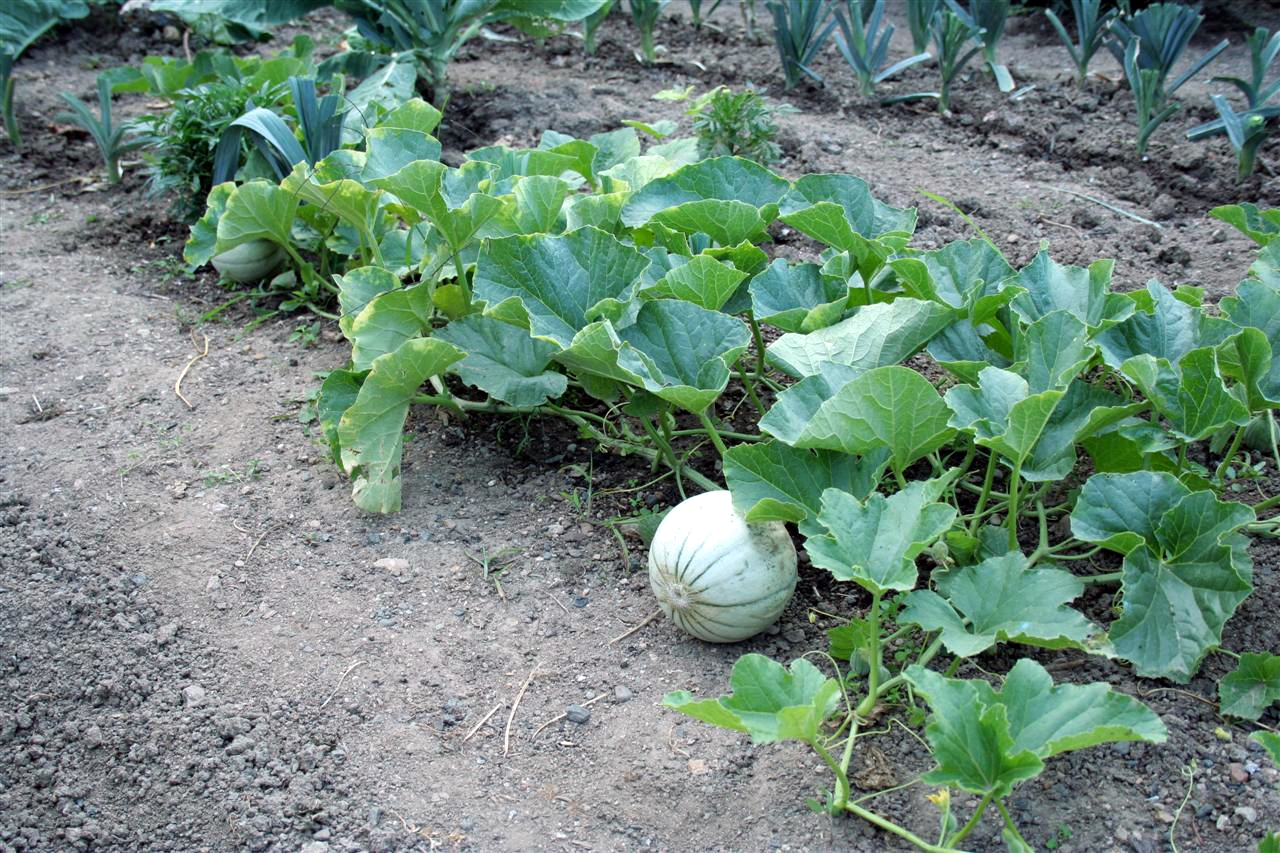
O Melão, principal cultivo de Alhaurín de la Torre

Tradicionalmente Alhaurín de la Torre tem sido um povo dedicado à agricultura. Em séculos anteriores destacavam o cultivo da vid e o fumo, ainda que desde a segunda metade do século XX passou-se ao cultivo de cítricos (limoeiro, laranjeira, mandarino) como principal colheita. Na atualidade cultivam-se grande quantidade de frutos subtropicais, como o abacate, e hortaliças.
Entre os cultivos herbaceos, o melão é o produto de regadio mais cultivado, enquanto de sequeiro são os cereais. Quanto a cultivos lenhosos, destacam o limoeiro de regadio e o oliveiral como produto de sequeiro.
Na pecuária, destacam o gado caprino e ovino, seguidas das aves em primeiro lugar com 16.976 unidades.
A construção é a maior indústria do povo devido à expansão urbanística e populacional que vem ocorrendo desde princípios dos 90, ainda que já atualmente está a cada vez mais em retrocesso devido à crise económica de 2008-2013.
A população dispõe de grandes depósitos de calcário na serra, que abastecem de inertes para a construção a grande parte da região, sendo uma das actividades que mais trabalho gera. Ademais, dispõe de seis poligonos industriais com indústrias alimentares, licoreiras e têxteis de relativa importância.
O desemprego registado em Alhaurín de la Torre, é de 2.264 em 2008 e a renda per capita por habitante em 2003 oscila entre 9.300 e 10.200.
Alhaurín conta com um total de 21 escritórios bancários, numerosas lojas (especialmente de alimentação) e, num futuro próximo, um shoping.
No campo da hotelaria, Alhaurín dispõe de um local para congressos e celebrações, um hotel e várias pousadas, bem como vários restaurantes regionais com pratos típicos da zona e sandes, junto com outros restaurantes de cozinha internacional, como os de comida asiática.

## Transporte e comunicações

### Estradas e autovias
Por estrada Alhaurín de la Torre é acessível das seguintes maneiras:
- Pelo desvio do N-340 Málaga-Cádis: a A-404 direcção a Coín
- Através da autovia Campanillas-Parque Tecnológico sentido Cártama: saída a Churriana.

- Através da hiperronda de Málaga , inaugurada em novembro de 2011 que parte desde a Ligação das Virreinas a Torremolinos e que liga com a circunvalação do município.

Distâncias
A seguinte tabela mostra as distâncias entre Alhaurín de la Torre a várias capitais de província e a outros pontos da província de Málaga.
| Capitais | Distância (km) | Cidades           | Distância (km) | Cidades   | Distância (km) |
| -------- | -------------- | ----------------- | -------------- | --------- | -------------- |
| Málaga   | 18,8           | Marbella          | 55,4           | Antequera | 68,9           |
| Granada  | 142,3          | Alhaurín o Grande | 15,3           | Cártama   | 14,7           |
| Cádis    | 249,8          | Torremolinos      | 12,2           | Coín      | 22,8           |
| Sevilla  | 224,2          | Rodada            | 97,7           | Nerja     | 73,6           |
| Córdoba  | 172,1          | Álora             | 35,7           | Pizarra   | 26,5           |
| Melilla  | 237,8          | Vélez-Málaga      | 55,3           | Mijas     | 27,3           |
| Madri    | 551,3          | Benalmádena       | 24             | Colmenar  | 49,2           |

### Transporte Público

#### Autocarros urbanos

Mapa dos municípios pertencentes ao Consórcio de Transportes do Área de Málaga.

Depois de subscrever um acordo de colaboração entre a Prefeitura de Alhaurín de la Torre e o Consórcio de Transporte Metropolitano do Área de Málaga em outubro de 2010, as linhas urbanas do município podem desfrutar das vantagens que oferece o Cartão de Transporte do Consórcio. O município conta com duas linhas de autocarros urbanos geridas pela empresa Autocarros Vázquez Olmedo S.L.
| Linha | Trajecto       | Informação         |
| ----- | -------------- | ------------------ |
| M-101 | Linha Urbana 1 | Horários e Paradas |
| M-102 | Linha Urbana 2 | Horários e Paradas |

#### Autocarros interurbanos
Alhaurín de la Torre está integrado no Consórcio de Transporte Metropolitano do Área de Málaga e possui diferentes linhas através das empresas CTSA Portillo e Vázquez Olmedo SL.

#### Táxi
Alhaurín de la Torre dispõe de serviço de táxis. Podem ser parados em plena rua, encarregados por telefone ou internet, ou através das paradas designadas para eles no centro do município.

## Cultura

### Eventos culturais

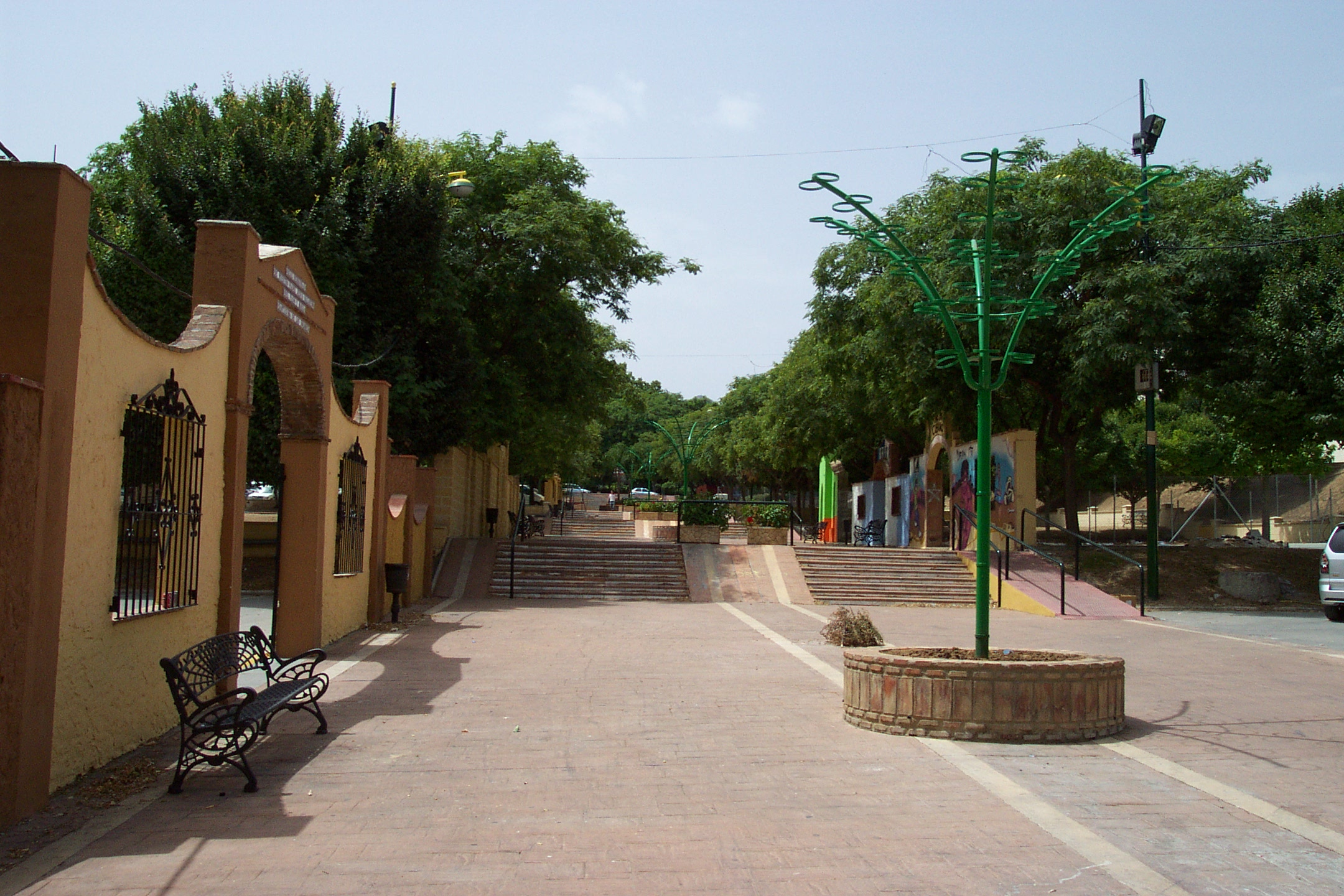
Recinto ferial de Alhaurín de la Torre

- Semana Cultural, organizada pela Associação Cultural Solera. Conta com exposições, conferências, dances e actuações musicais. Esta festa se celebra na última semana de outubro.

- Seminário Internacional de Jazz & Música Moderna. Com onze edições converteu-se no seminário especializado em jazz, mais importante de Espanha, atrai a mas de 150 alunos de toda a geografia nacional e Europeia. Convertendo-se a cada final de Fevereiro no povo com mas swing de Espanha.

- Festival flamenco Torre do Cante. Possui uma grande tradição e celebra-se uma semana anterior ao dia de San Juan. Este festival tem um grande prestígio e conta com grandes figuras do mundo do cante e dance flamenco.

- O Portão do Jazz, ciclo de concertos desta temática, que começou sua andadura em 1.997. Celebra-se a cada sexta-feira do mês de julho, e costumam ser quatro concertos, conquanto no ano 2.010 só se puderam efectuar 3, devido à crise económica que também afeta a este município. Página principal do Portão do Jazz

- Terraço Paloverde, espaço idílico situado na Arjona onde se celebram concertos de diferentes géneros musicais e exposições artísticas desde o ano 2009.

- 'O "Agrupamento Folclórica Raízes", vinculada ao Foro Cultural Raízes e Horizonte, têm suas Jornadas de Cultura Andaluza, coincidindo com a Comemoração do dia de Andaluzia, apresentando mostra de dances, música, exposições, culminando com a Exaltação da Bandeira de Andaluzia. A primeiros de setembro, organiza uma Mostra de Folclore, na que são convidados grupos de fora Andaluzia. Em dezembro preparando o Natal, com seu "Retablo Navideño", no que ser representam cenas do Nascimento do Menino com Villancicos cantados e dançados.

### Festas tradicionais
- Cabalgata de Reis Magos, que se celebra a cada 5 de janeiro
- Dia da Virgem da Candelaria, que se celebra anualmente o 2 de fevereiro, ainda que o festejo começa a tarde anterior, quando se lhe oferecem à Virgem roscas de pan com laços de cores e, chegada a noite, se procede à queima de bonecos numa grande fogueira na praça central. Ao dia seguinte, durante a missa, faz-se a apresentação à Virgem dos meninos nascidos no último ano e terminada dita celebração, mulheres portam à Virgem em procissão, repartindo as roscas abençoadas e recolhendo donativos.

- Dia de San Sebastián, celebra-se o 20 de janeiro, quando se festeja a procissão de San Sebastián, padrão de Alhaurín de la Torre, pelas ruas da localidade. Sucedem-se actos folclóricos e culturais em honra ao padrão, com concertos celebrados pela Banda Municipal de Música, representações de dances regionais por verdiales, a tradicional Diana Floreada, a Oferenda Floral ao Santo, acompanhada de coros rocieros, a Santa Missa cantada pela coral Santa Cecilia e culmina com a procissão do Padrão.

- Carnaval, que se celebra um fim de semana entre fevereiro e março quando se realiza uma festa de desfiles e disfarces, em onde coros, murgas, comparsas e quartetos se fazem atuações no festival: "Grupos de Carnaval". Antigamente, realizava-se o "Enterro do Caracol", em onde todos os assistentes participam numa típica degustação gratuita de caracol na praça San Sebastian.

- Semana Santa de Alhaurín de la Torre, declarada de interesse turístico de Andaluzia. As imagens da semana santa se procesionam em tronos levados a ombro baixo os varales. Alhaurín conta com três cofradías: "a Hermandad de Nosso Pai Jesús da Paz e o Amor e Maria Santísima da Esperança" (Pollinica), cuja procissão sai da Finca do Portão até a Igreja de San Sebastián, e se realiza em Domingo de Ramos; a Real Hermandad de Nosso Pai Jesús Nazareno do Passo e María Santísima das Dores, conhecida tradicionalmente como Os Vos morem, cuja procissão se realiza na Quinta-feira Santo e que tem como momento cimeira a Bênção de Nosso Pai Jesús na praça San Sebastián para todos os vizinhos e visitantes; e a Real Antiga e Venerável Cofradía do Santísimo Cristo do Lado Cruz e Nossa Senhora da Solidão, conhecida como Os Verdes, que se realiza na Sexta-feira Santo. Nesse mesmo dia o Cristo é acompanhado em Via Crucis a sua Casa hermandad, onde patrulhas da Legión montam guarda ao Cristo do Lado Cruz até chegado o momento do translado no que é levado a pulso pelos legionarios até a igreja parroquial para ser entronizado e já pela noite a procissão. O Domingo de Resurrección fecha na Semana Santa com a saída procesional de Nosso Pai Jesús Ressuscitado, onde participam membros da cada uma dos diferentes grupos. Cabe destacar que a cada uma dos grupos possui suas respetivas Casas-Hermandad.

- Feira de San Juan. Celebra-se durante a semana de San Juan e dura cinco dias com "feira de dia" no centro urbano e "de noite" no recinto ferial, com numerosas atrações e concertos. Nesta feira realizam-se também atividades folclóricas e gastronómicas com degustações gratuitas.

- Romería de San Juan. O fim de semana seguinte à Feira de San Juan, celebra-se a Romería de San Juan, em onde se congregam gentes de todos os lugares vindos para concorrer em domas de cavalos e tentar ganhar o prêmio à melhor carreta enfeitada e ao melhor paleiro.

### Artesanato

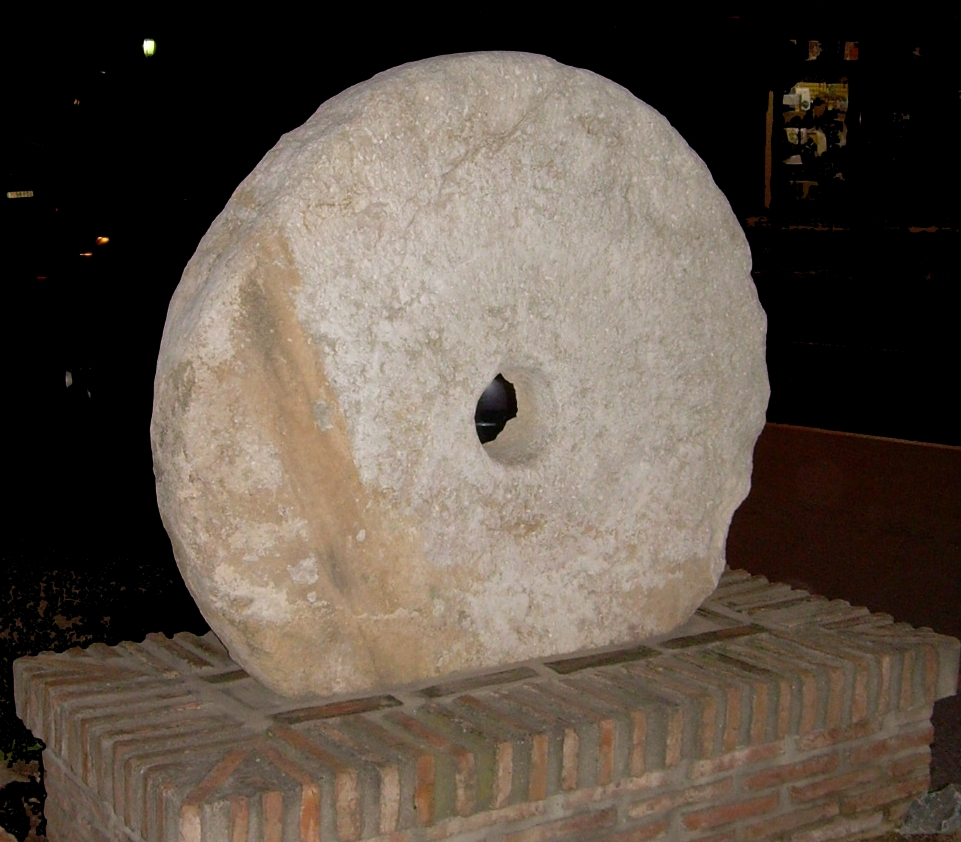
Muela do Molino

Destacam a cerâmica de desenho, a cerâmica terracota e a modelagem.

### Gastronomia
Os pratos tradicionais de Alhaurín como são: o arroz com castanhas, a sopa fervida, mingau, as sopas cachorrenhas, feitas com laranjas cachorrenhas e acompanhadas com batatas cozidas, e a salada de bacalhau.
- Arroz com castanhas: os ingredientes básicos são: arroz, mel de cana e castanhas piladas. Este prato é muito frequente nas festas de Semana Santa.

- Cachorrenhas: são umas sopas que contêm: batatas, bacalhau e um "majão" de pimentón, cominhos, pão e alhos. Além de acompanhá-los com batatas cozidas, se lhes estruja uma laranja cachorrenha, da que recebe seu nome.

- Sopa fervida: é uma sopa de pão de molho, com azeite, alho, pimentos, cebolas e tomates.

- Gachas: são um prato frio, especialmente típico na época de verão. Cozinham-se com pão frito, água e farinha. Também se lhe pode acrescentar açúcar ou leite.

- Sopa de caldo poncima de Maruja: faz-se um refrito com pimento, tomate e cebola e se reroga com uma mistura de pimentão. Põe-se a cozer o refrito com água e batatas. Acrescenta-se-lhe pescado e alguma verdura. Prepara-se uma pote de barro com rodelas de pão e um ramo de menta. Joga-se o caldo pouco a pouco "poncima". O pão deve absorver todo o caldo.

### Infra-estrutura cultural e educativa
Destaca a Casa da Cultura, onde se realizam teatros, exposições, palestras, e concertos.
Em matéria de cultura, cabe citar a Escola Municipal de Música, com mais de 350 alunos; a Hemeroteca e a Biblioteca Municipal, situadas no centro e que amplia seu horário em épocas de exames; e os diferentes grupos e bandas municipais de teatro, dances populares, música e cornetas e tambores.
Alhaurín de la Torre conta com um total de 18 colégios, distribuídos por todo o município:
- De educação primária: os colégios dos Mananciais, San Juan, Zambrana, Isaac Peral, Santa Ana, Torrijos, Santa Amalia, Clara Campoamor, Algazara, Teralpe, Sapata e San Sebastián.
- De educação secundária: são o IES Gerald Brenan, o IES Capellanía , IES Huerta Alta e IES Galileo.
- De ensino privado: Colégio O Pinar (infantil, primária, secundária e bacharlato) e os colégios do Romeral e O Peñón de ensino primário.

Ademais, possui vários centros de educação para adultos, um deles situado no centro da localidade e outro situado no Instituto Gerald Brenan, onde também se dão vários ciclos formativos de grau médio e superior. Cabe destacar também outro centro, localizado no Centro Penitenciário, ainda que só para reclusos.
Cabe citar também a "Escola oficina Jabalcuza", criada em 1989 e que conta com escolas oficina, casas de oficios e oficinas de emprego, em onde se realizam programas de formação para trabalhadores municipais, cursos de formação profissional ocupacional ou cursos para empresas privadas de Alhaurín de la Torre, organizados pela Prefeitura e a Junta de Andaluzia.

## Desporto

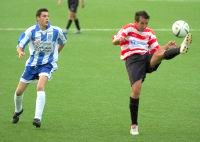
Partida da terceira divisão do Alhaurín de la Torre contra a histórico Granada C.F. no ano 2005, que acabou com o resultado de 2-1 favorável ao Alhaurín

Alhaurín conta com várias pistas desportivas, o poliesportivo coberto municipal, a piscina coberta municipal, carril-bici, campo de tiro, pistas de pádel e de tênis, um campo de golfe e um skatepark.
Também é possível praticar senderismo através de rotas nas montanhas de Jabalcuza e Jarapalos ou assistir a diferentes espectáculos de Kick Boxing, Muay Thai e artes marciales.
Em desportos de equipa, destaca o futebol, com vários campos de futebol 7 e dois estádios, que são o Estádio "O Pinar" e o Estádio Os Mananciais com capacidade de 3.000 pessoas e onde joga o Alhaurín de la Torre Clube de Futebol, que joga na Primeira divisão de Andaluzia e o Alhaurín de la Torre B, que joga no grupo Terceiro da Primeira provincial de Málaga. Em basquete, o CB Alhaurín de la Torre milita em competições regionais. Por último, em futebol salga conta com a equipa CD Victoria Kent, o qual participa na categoria Senior Nacional. Assim mesmo, existe numerosos torneios durante o ano, onde tanto meninos como maiores têm a oportunidade de jogar ao futebol e de desfrutar do que este implica. Um dos mais conhecidos recebe o nome de "Sonâmbulos" com a particularidade de que os diferentes partidos se jogam pela noite.
Em triatlón obtiveram-se muito bons resultados a nível autonómico e nacional com Beatriz Jiménez, campeã de Espanha da modalidade em 2007. Em desportos paralímpicos, a judoca Carmen Herrera obteve a medalha de ouro nos Jogos Paralímpicos de Atenas 2004 Pekin 2008 e Londres 2012 e Andrés do Castillo Carnevali bronze europeu por equipas e subcampeão de Espanha sub23 em 2010 e Campeão de Andalucia 2012

## Cidades irmãs
- Ceuta, Espanha
- Nova Iberia, Estados Unidos
- Benalmadena, Espanha